# Flexion (Medizin)

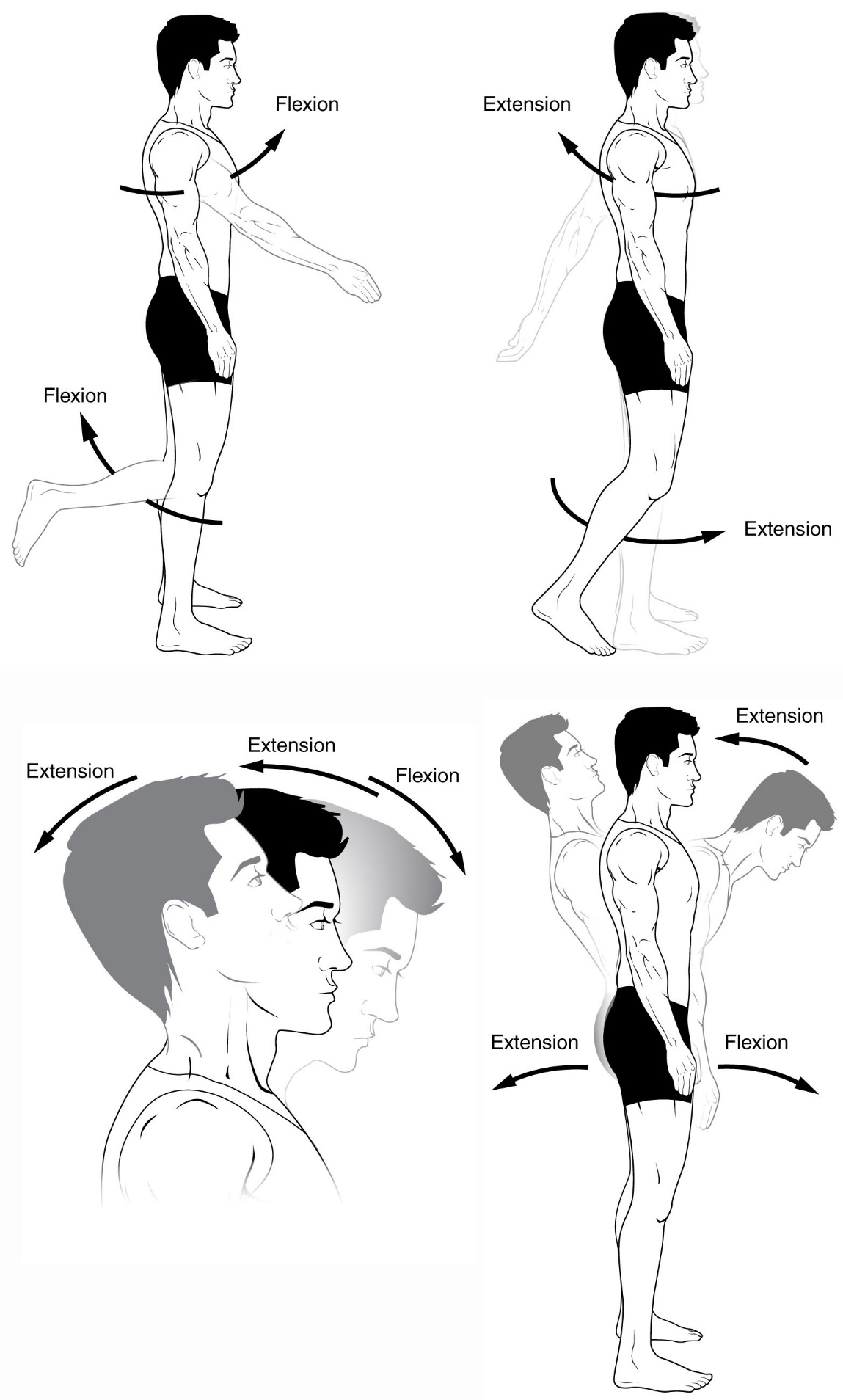
Flexion und Extension verschiedener Gelenke

Die Flexion (von lateinisch flectere ‚biegen‘, ‚beugen‘, ‚sich winden‘) ist die Beugung eines Gelenks. Die gegenläufige Bewegung wird als Extension (Streckung) bezeichnet. Eine übermäßige Beugung über die physiologische Grenze hinaus nennt man Hyperflexion.
Beim Handgelenk wird in der Humananatomie die Flexion (Bewegung Richtung Hohlhand) meist als Palmarflexion bezeichnet, beim Sprunggelenk die Bewegung Richtung Fußsohle als Plantarflexion. Bei der Wirbelsäule wird meist der Begriff Inklination (Vorneigen) oder Ventralflexion verwendet.
Als Flexor oder Beuger bezeichnet man einen Skelettmuskel, der die Beugung eines Gelenks vollzieht. In einigen anatomischen Muskelnamen, insbesondere bei Muskeln des Unterarms und des Unterschenkels, kommt der Begriff explizit als zweiter Namensteil vor, z. B. Musculus flexor carpi radialis (‚speichenseitiger Beuger des Handgelenks‘) oder  Musculus flexor hallucis longus (‚Langer Beuger der großen Zehe‘).